# Yellow Springs (Ohio)
Yellow Springs – wieś w amerykańskim stanie Ohio, w hrabstwie Greene.
Znajduje się 40 km na północny wschód od Dayton. Miejscowość została założona w 1804 i nazwana od miejscowego źródła mineralnego, które później (1820-1880) stało się miejscem kurortu zdrowotnego. Znajduje się w niej zakład przetwórstwa aluminium, wytwórnia wyrobów artystycznych z brązu, gumy, plastiku, szkła witrażowego i ekslibris. Jest też siedzibą Antioch University, założonego w 1852 przez Horacego Manna.